# ماثيو غروف
ماثيو غروف (بالإنجليزية: Matthew Grove)‏ هو سياسي بريطاني، ولد في مايو 1963. نشط حزبياً في حزب المحافظين.

## وصلات خارجية
- الموقع الرسمي